# Козацька скеля

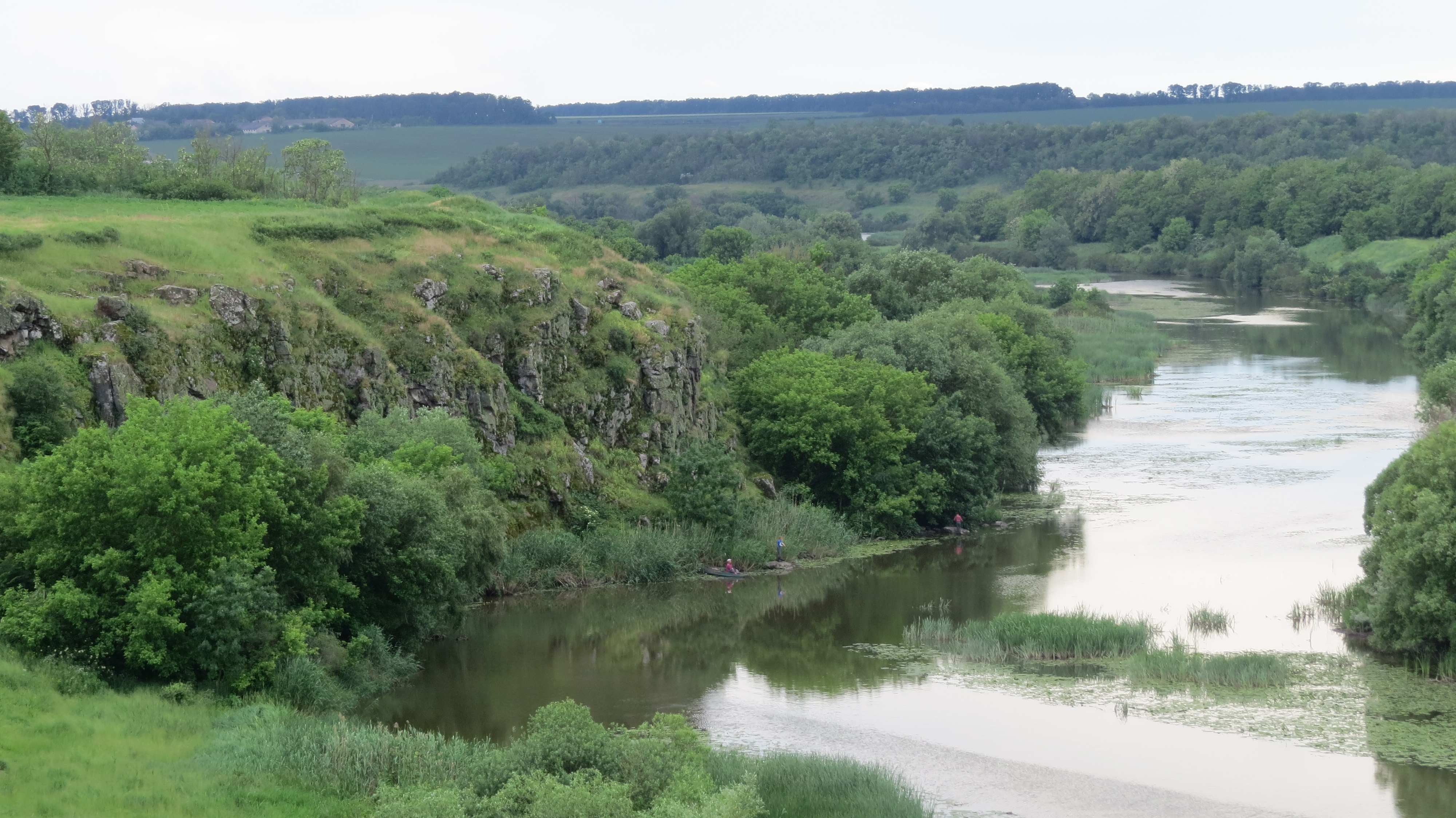
Комплексна пам'ятка природи "Козацька скеля", окол. с. Федорівка

Козацька скеля — комплексна пам'ятка природи місцевого значення. Об'єкт розташований на території Добровеличківського району Кіровоградської області, поблизу с. Федорівка.
Площа — 0,01 га, статус отриманий у 1993 році.